# Aruba

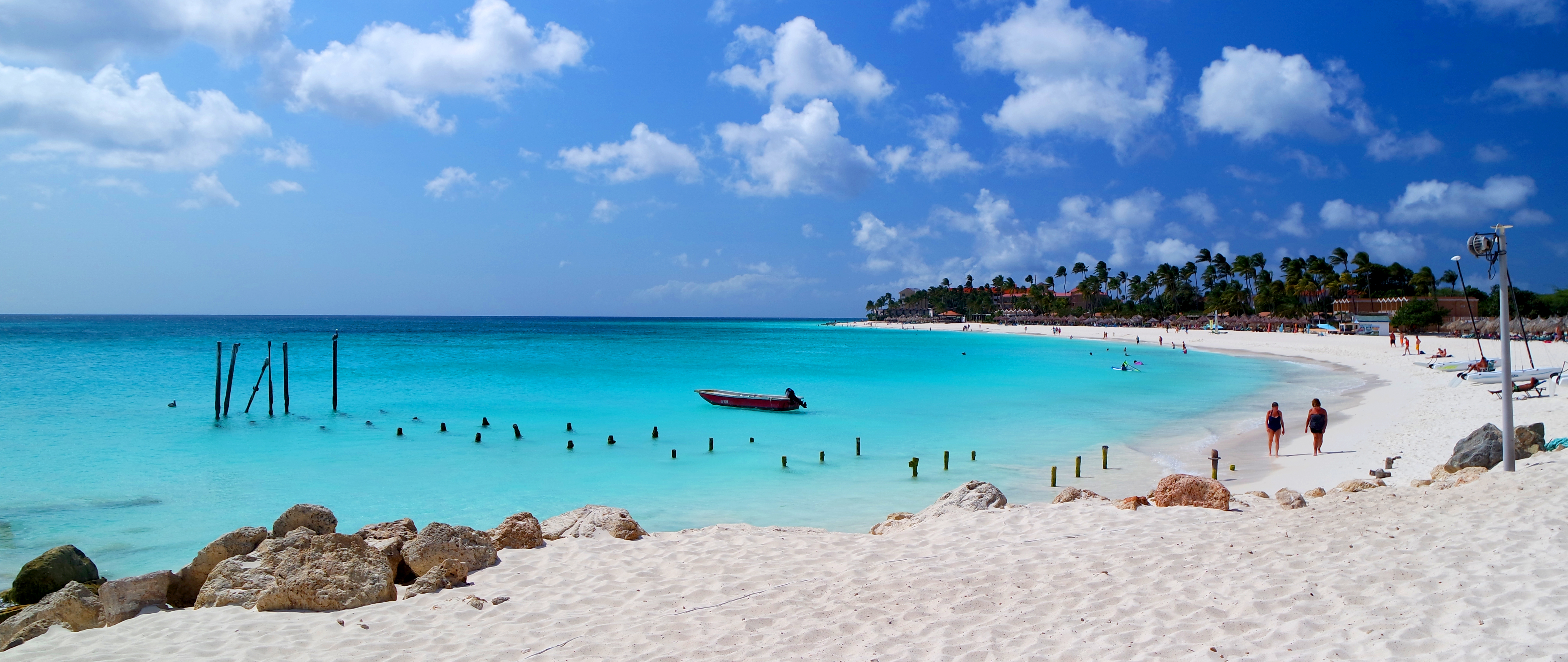
Plaża Eagle Beach, Aruba

Aruba (nld. Land Aruba, pap. Pais Aruba) – kraj autonomiczny Holandii w Ameryce Południowej (de iure wchodzący w skład Królestwa Niderlandów) i jedna z wulkanicznych Wysp Zawietrznych, w archipelagu Małych Antyli, zamykającego od wschodu Morze Karaibskie, ok. 25 km na północ od Wenezueli. Wchodzi w skład wysp ABC oraz wysp CAS. Aruba ma powierzchnię 180 km² i zamieszkiwana jest przez 108 066 osób (1 stycznia 2024). Posiada własną konstytucję, walutę, rząd, własną autonomię  ale nie ma suwerenności. Nie należy do strefy Schengen, ani do Unii Europejskiej. Stolicą i zarazem największym miastem wyspy jest Oranjestad. Zarządzającym jest król holenderski reprezentowany przez tutejszego gubernatora. Poza tym do Aruby należą dwie prywatne wyspy Palm Island o pow. 0,10 km² oraz Renaissance o pow. 0,48 km², leżące przy zachodnim brzegu wyspy.

## Geografia
Aruba jest najbardziej na zachód położoną oraz najmniejszą wyspą z grupy wysp ABC. Jest płaska, długość jej wynosi ok. 30 km, szerokość ok. 9 km, a długość wybrzeża 68,5 km. Najwyższe wzniesienie to Jamanota (188 m n.p.m.). Godne uwagi jest również wzniesienie Hooiberg liczące 165 m n.p.m., które zauważalne jest z każdej strony wyspy. Charakteryzuje się kilometrowymi, białymi plażami, we wschodniej jej części występuje wybrzeże klifowe. Wyspa leży w klimacie równikowym i charakteryzuje się niewielką ilością opadów (ok. 500 mm rocznie).

## Historia
Aruba została odkryta w 1499 r. przez hiszpańskich żeglarzy, zaś w 1636 r. zajęli ją Holendrzy.  W XIX w. stała się interesująca z uwagi na gorączkę złota. Najstarszym miastem wyspy jest Savaneta.
Podczas II wojny światowej Aruba i Curaçao posiadały największe rafinerie ropy naftowej. 16 lutego 1942 r. doszło na wyspie do ataku przez Państwa Osi – niemieckie i włoskie okręty podwodne.
Od połowy XX w. zauważalny jest znaczny wzrost turystyki.
1 stycznia 1986 r. Aruba wystąpiła z Antyli Holenderskich i stała się krajem autonomicznym Królestwa Niderlandów (status aparte).
Wysiłki na rzecz pełnej niezależności od Holandii zostały tymczasowo zamrożone w 1990 roku.

## Języki
Mieszkańcy używają języka niderlandzkiego oraz lokalnego języka kreolskiego zwanego papiamento. Funkcjonuje także język hiszpański.

## Demografia
1 stycznia 2024 liczba mieszkańców Aruby wynosiła 108 066.

### Narodowości
Kreole 79,8%; Latynosi 11,0%; Holendrzy 4,0%; Filipińczycy 0,83%; Chińczycy Han 0,37%; pozostali 4,0%.

## Podział administracyjny
Aruba dzieli się na osiem regionów (regio), które podzielone są na 55 stref (zone).
| Lp. | Region (regio)       | Powierzchnia km² | Ludność 1 stycznia 2020 | Ilość stref (zone) |
| --- | -------------------- | ---------------- | ----------------------- | ------------------ |
| 1.  | Noord/Tanki Leendert | 9,29             | 24 193                  | 6                  |
| 2.  | Oranjestad-West      | 34,62            | 13 735                  | 8                  |
| 3.  | Oranjestad-Oost      | 12,88            | 14 923                  | 9                  |
| 4.  | Paradera             | 20,49            | 13 834                  | 5                  |
| 5.  | Santa Cruz           | 41,04            | 15 236                  | 7                  |
| 6.  | Savaneta             | 27,76            | 11 955                  | 5                  |
| 7.  | Sint Nicolaas-Noord  | 23,19            | 9940                    | 7                  |
| 8.  | Sint Nicolaas-Zuid   | 9,64             | 4235                    | 8                  |

## Religia
80,8% ludności Aruby to katolicy, pozostali to głównie protestanci i zielonoświątkowcy – 11,8%, bez religii – 6,0%, wyznawcy religii plemiennych – 1,3% i Świadkowie Jehowy.

## Gospodarka
Od 1825 r. do ok. 1915 r. główną gałęzią gospodarki Aruby było wydobywanie złota. Po stolicy Oranjestad, drugim pod względem wielkości miastem wyspy jest Sint Nicolaas, które rozwinęło się właśnie dzięki wydobywaniu złota. W 1924 r. otworzono tutaj również rafinerię Lago Oil & Transport Co. Ltd., przez co miasto to stało się centrum gospodarczym wyspy. W sumie przemysł rafineryjny na wyspach ABC od tego czasu prowadził do silnej zmiany struktury gospodarczej.
Podczas II wojny światowej rafinerie odgrywały ważną, strategiczną rolę, ponieważ dostarczały energię dla Stanów Zjednoczonych. Po 1945 r. przemysł rafineryjny stracił na znaczeniu. Rafinerię tą, niegdyś największą na świecie, zamknięto w 1985 r. Pięć lat później otworzono ją ponownie pod amerykańskim kierownictwem, w celu przeładunków i magazynowania ropy. I od tego czasu do 2009 r. przemysł rafineryjny zaczął znowu być znaczący dla Aruby.
Ponadto istnieje tutaj wiele banków offshore oraz firm zajmujących się elektronicznym przetwarzaniem danych. Od czasu kiedy Aruba należy do OECD jako raj podatkowy, jej struktury finansowe sprzyjały dużym uchylaniu się od płacenia podatków i praniu pieniędzy. Rząd podjął wiele kroków, aby wykorzystać te możliwości od „szczęśliwców podatkowych”, a tym samym spełnić wymagania OECD. Aruba jako kraj autonomiczny Królestwa Niderlandów od 1 lipca 2005 r. jest częścią umowy podatkowej Unii Europejskiej, w związku z tym uchylanie się od płacenia podatków na dużą skalę i pranie pieniędzy nie są już możliwe.
Ze względu na klimat i mało korzystne warunki glebowe (gleby czerwonobrązowe), główną uprawą jest tu aloes, który nie wymaga nawadniania. Jest to także główny towar eksportowy Aruby.
W 1999 r. otworzono na wyspie browar Brouwerij Nacional Balashi.
Głównymi partnerami handlowymi Aruby są: Holandia, Stany Zjednoczone, Kolumbia oraz Wenezuela.
Walutą Aruby jest florin (AWG).
Tele Aruba to przedsiębiorstwo radiowo-telewizyjne na wyspie.

### Turystyka
Ważnym sektorem gospodarki Aruby, od czasu zlikwidowania przemysłu rafineryjnego,  jest turystyka. Najważniejszym czynnikiem przyciągającym turystów są piękne, wielokilometrowe i piaszczyste plaże oraz holenderska zabudowa z czasów kolonialnych. Rocznie wyspa odwiedzana jest przez ok. 2 mln turystów.

### Emisja gazów cieplarnianych
Emisja równoważnika dwutlenku węgla z Aruby wyniosła w 1990 roku 318 t, z czego 297 t stanowiła emisja dwutlenku węgla. W przeliczeniu na mieszkańca emisja wyniosła wówczas 4,784 t dwutlenku węgla, a w przeliczeniu na 1000 dolarów PKB 129 kg. Od tego czasu emisje wahają się, przy czym dość duży wzrost nastąpił w 2012. Głównym źródłem emisji przez cały czas była energetyka. W 2018 emisja dwutlenku węgla pochodzenia kopalnego wyniosła 987 t, a w przeliczeniu na mieszkańca 9,339 t i w przeliczeniu na 1000 dolarów PKB 258 kg.

## Transport

### Lotniczy
Jedyne lotnisko na wyspie to Międzynarodowy Port Lotniczy Królowej Beatrycze (AUA) znajdujący się w stolicy Oranjestad.
| Rok  | Liczba |
| ---- | ------ |
| 2020 | 6010   |
| 2021 | 11 294 |
| 2022 | 13 530 |
| 2023 | 13 985 |

### Drogowy
W 2013 r. wybudowano linię tramwajową z portowego terminala pasażerskiego do deptaka w Oranjestad.
| Rodzaj pojazdu           | Ilość  |
| ------------------------ | ------ |
| samochód osobowy         | 77 730 |
| samochód ciężarowy       | 1242   |
| autobus                  | 129    |
| taksówka                 | 465    |
| wypożyczalnia samochodów | 5226   |
| rządowy                  | 529    |
| motorower i motocykl     | 3181   |
| pozostałe                | 1368   |

### Morski
Na wyspie znajdują, się dwa porty morskie. Liczba wpłynięć do portów w 2023 r.:
- Barcadera, 815
- Oranjestad, 2555

## Nauka
Na wyspie są 34 szkoły oraz cztery uniwersytety:
- Universiteit van Aruba (UA)
- Instituto Pedagogico Arubano (IPA)
- Aureus University School of Medicine
- Xavier University School of Medicine

## Sport
Ulubionym sportem na wyspie jest baseball.

## Galeria

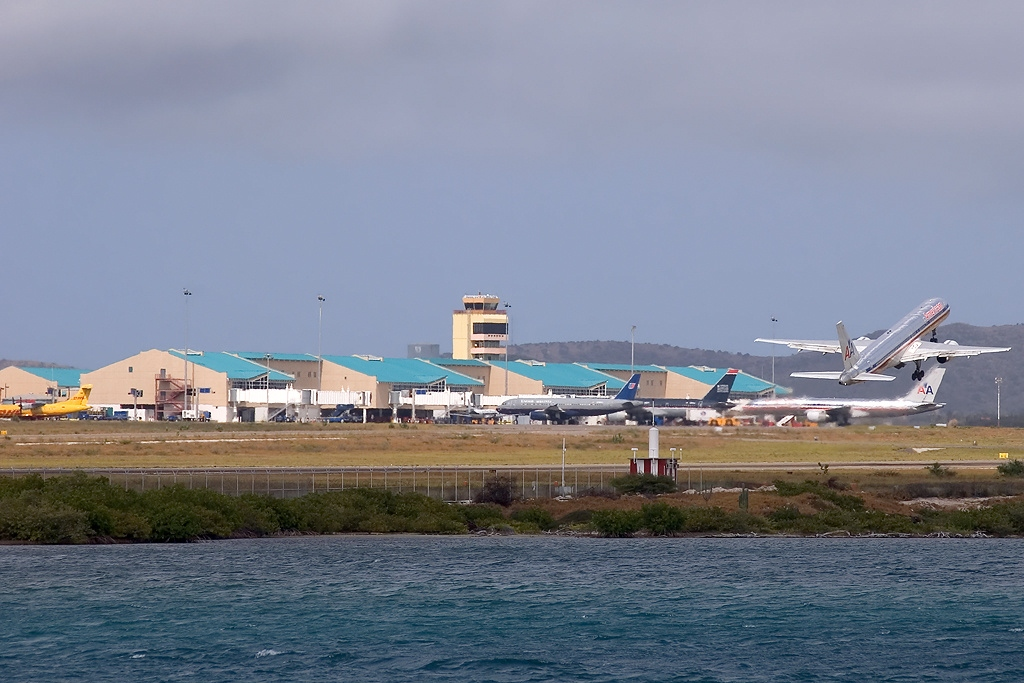
Międzynarodowy Port Lotniczy Królowej Beatrycze
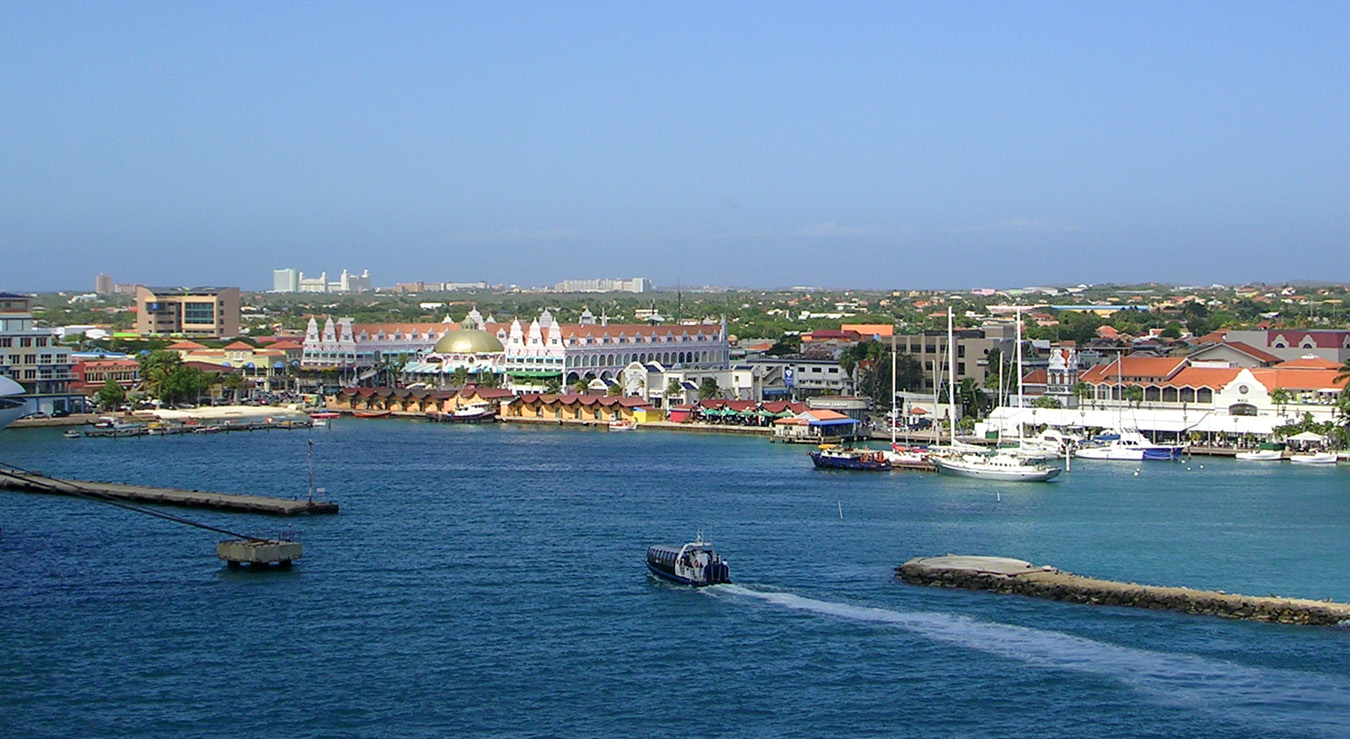
Zatoka w Oranjestad
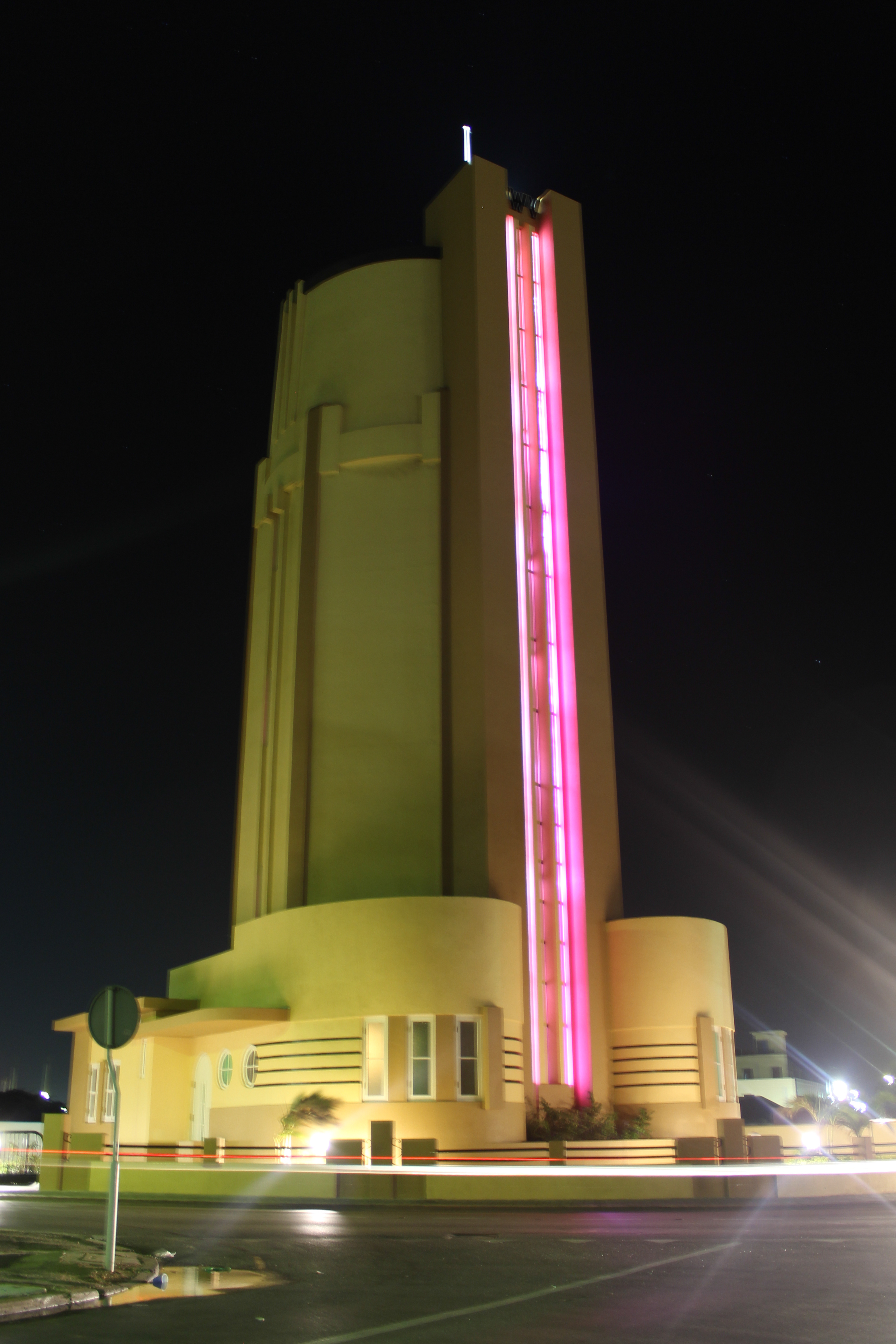
Sint Nicolaas – Muzeum Przemysłu (Industriemuseum)
Brezylka garbarska